# Aspremont, Hautes-Alpes
Aspremont är en kommun i departementet Hautes-Alpes i regionen Provence-Alpes-Côte d'Azur i sydöstra Frankrike. Kommunen ligger  i kantonen Aspres-sur-Buëch som ligger i arrondissementet Gap. År 2022 hade Aspremont 362 invånare.

## Befolkningsutveckling
Antalet invånare i kommunen Aspremont
Referens:INSEE